# 圣西尔 (维埃纳省)
圣西尔（法語：Saint-Cyr，法語發音：[sɛ̃ siʁ]）是法国新阿基坦大区维埃纳省的一个旧市镇，位于该省中北部，属于普瓦捷区。2017年1月1日起和相邻的博蒙合并成为新市镇博蒙-圣西尔（Beaumont-Saint-Cyr）。

## 地理
圣西尔（46°42'59"N, 0°27'13"E）面积15.03 平方千米，位于法国新阿基坦大区维埃纳省，该省份为法国中西部省份，北起曼恩-卢瓦尔省和安德尔-卢瓦尔省，西接德塞夫勒省，南至夏朗德省，东南接上维埃纳省，东临安德尔省。
与圣西尔接壤的市镇（或旧市镇、城区）包括：博蒙、博讷伊马图尔、迪赛、维埃纳河畔武讷伊。
圣西尔的时区为UTC+01:00、UTC+02:00（夏令时）。

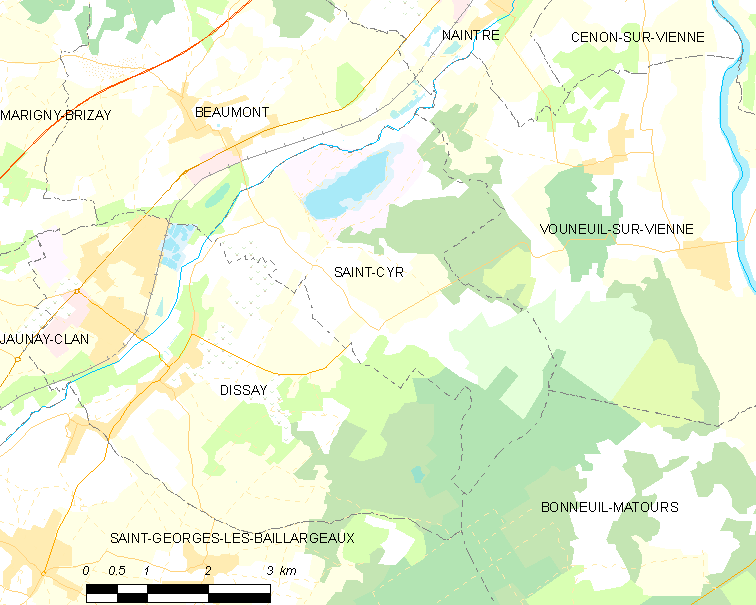
圣西尔的OSM定位图

## 行政
圣西尔的邮政编码为86130，INSEE市镇编码为86219。

## 政治
圣西尔所属的省级选区为若奈-马里尼县。

## 人口

1962-2008年间圣西尔人口变化图示

圣西尔于2018年1月1日时的人口数量为1137人。